# Lagoa Grande (Guanhães)
A Lagoa Grande é um acidente natural localizado a cerca de 12 quilômetros do centro de Guanhães, Minas Gerais.

## Formação
Algumas histórias contadas pela população dão conta de que há cerca de 200 anos uma forte tromba d'água atingiu o local, deslocando uma grande massa de solo que represou a passagem da água de nascentes no local que escorriam em direção ao rio Corrente Grande. Em seguida, a água acumulou-se e preencheu o vale onde antes havia árvores frondosas da Mata Atlântica.
De fato, facilmente se percebe uma enorme encosta erodida à jusante da lagoa, com dezenas de metros de altura e de comprimento para dentro de uma colina, onde pouca ou nenhuma vegetação cresceu, dando embasamento às histórias.

## Atração turística
Hoje, o terreno onde se localiza a lagoa Grande pertence a fazendeiros locais e à CENIBRA. Nas margens do corpo d'água há um casarão histórico recentemente transformado em hotel-fazenda. Há também pequenos barcos à disposição dos visitantes.
Os arredores da lagoa e suas quatro nascentes são preservados com mata replantada. Há, nas proximidades, extensas áreas de reflorestamento de eucalipto da CENIBRA e também pastagens.

## Importância econômica
Apesar de muito conhecido na região, o potencial turístico do local é pouco explorado. No entanto, há pescadores que extraem parte de sua renda da lagoa Grande, onde são encontradas tilápias e espécies nativas, conferindo relativa importância econômica ao local.